# Renato Sadar
Renato Sadar (Trieste, 13 aprile 1935 – Trieste, 5 dicembre 2009) è stato un allenatore di calcio e calciatore italiano, di ruolo centrocampista.

## Carriera
Cresciuto nella Triestina, viene mandato successivamente in prestito all'Ortona e alla Cirio. Nel 1958 torna alla Cirio di San Giovanni a Teduccio; nel 1960 rientra alla Triestina con la quale disputa dieci campionati di cui quattro in Serie B, per un totale di 127 presenze e 2 reti tra i cadetti.

## Palmarès

### Giocatore

#### Competizioni nazionali
- Serie C: 1

Triestina: 1961-1962